# グランツカンパニー
グランツカンパニーとは昭和初期に東京の有楽町電気博物館内にあった模型、科学玩具店である。
グランツカンパニーでは鉄道模型や工具、望遠鏡の部品等を扱っていた。また、小冊子「模型界」を発行していた。
当時の先端技術であった電気関係の商品を取り揃えており、また、独自の小冊子「模型界」を発行する等、科学知識の普及に努めた。
現在とは異なり、情報源が限られていた当時では扱われる商品は少年達の羨望の的であり、楽しみながら理解を深める貴重な学習の場でもあった。
昭和20年の東京大空襲により一帯は灰燼と帰した。